# Markus Rieß
Markus Rieß (* 10. Januar 1966 in Aachen) ist ein deutscher Manager. Er studierte Volkswirtschaftslehre an der Universität Heidelberg.
Rieß war von Juli 2010 bis April 2015 Vorstandsvorsitzender der Allianz Deutschland und ist seit dem 16. September 2015 Vorsitzender des Vorstands der ERGO Group AG und Vorstandsmitglied der Münchener Rück AG.

## Leben
Die Schulzeit am Gymnasium Theodorianum in Paderborn beendete Rieß mit dem Erwerb des Abiturs im Jahr 1985. Ein Studium der Volkswirtschaftslehre in Heidelberg schloss Rieß 1990 mit Diplom ab. Während des Studiums war er auch bei der Jungen Union aktiv. 1994 promovierte er zum Dr. rer. pol.
Er arbeitete bei der Allianz, der Unternehmensberatung McKinsey und der HypoBank sowie der Weltbank in Washington.